# ホンダカーズ熊本
株式会社ホンダカーズ熊本（英: Honda Cars KUMAMOTO.）は、かつて存在した熊本県熊本市中央区に本社を置き、Honda Cars店を展開していたホンダ系自動車ディーラー。2020年に旧・ホンダ四輪販売南九州を吸収合併して新会社であるホンダ四輪販売南九州を発足させた。

## 沿革
- 1972年5月 - 株式会社ホンダ肥後を設立。
- 1972年8月 - 大江店オープン。
- 1979年 - 清水店オープン。
- 1984年6月 - 南熊本店オープン。
- 1984年10月 - クリオ店としてスタート
- 1984年12月 - 株式会社ホンダクリオ肥後へ社名変更。
- 1985年12月 - 株式会社ホンダクリオ熊本へ社名変更。
- 1989年10月 - 八代店オープン。
- 1990年4月 - 東熊本店オープン。
- 1995年10月 - ホンダインターナショナルセールス(HISCO)と合体。
- 1997年4月 - 本社・南熊本店移転オープン。
- 1999年6月 - 清水店移転オープン。
- 2006年11月 - 株式会社ホンダカーズ熊本へ社名変更。
- 2010年4月 - Honda Cars肥後と合併、新生Honda Cars熊本となる。
- 2011年1月 - オートテラス南熊本を琴平店としてリニューアルオープン
- 2012年3月 - 清水バイパス店をオートテラス清水としてリニューアルオープン
- 2012年12月 - 宇土店オープン。
- 2020年4月 - 鹿児島県鹿児島市にある旧ホンダ四輪販売南九州を吸収合併の上で新会社のホンダ四輪販売南九州を発足。

## 営業所
- 本社・世安店 - 熊本市中央区世安3-13-14
- 山鹿鹿校通店 - 山鹿市鹿校通3-1-1
- 北部店 - 熊本市北区四方寄町513
- 清水店 - 熊本市北区高平3-41-13
- 熊本インター店 - 熊本市東区御領8-6-80
- 上熊本店 - 熊本市西区上熊本2-14-31
- 大江店 - 熊本市中央区大江4-3-14
- 琴平店 - 熊本市中央区南熊本5-1-11
- 八王寺店 - 熊本市中央区八王寺町33-53
- 出水店 - 熊本市中央区出水7-96-1
- 宇土店 - 宇土市三拾町158-1
- 八代北店 - 八代市千丁町太牟田2260
- 八代インター店 - 八代市上片町1592-1
- 八代南店 - 八代市本野町1958
- 天草店 - 天草市亀場町亀川1535-1
- 納車センター「Honda Gloss 熊本」 - 熊本市南区城南町東阿高795-2
- オートテラス清水 - 熊本市北区高平3-38-8